# テオドール・ビルロート

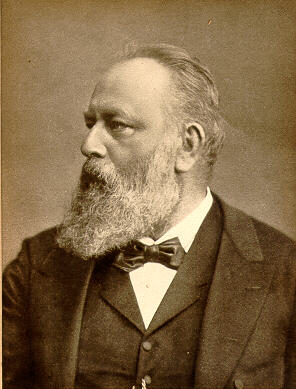
テオドール・ビルロート

クリスティアン・アルベルト・テオドール・ビルロート（Christian Albert Theodor Billroth, 1829年4月26日 - 1894年2月6日）は、ドイツ出身のオーストリアの外科医。胃癌切除手術に初めて成功した。作曲家ヨハネス・ブラームスの親友でもあった。
順天堂の3代目の堂主となった佐藤進（陸軍軍医監、のちに軍医総監）は、明治2年から7年まで、ウィーン大学でビルロートに師事し、アジア人で初めて、ドイツの医学博士号を取得した。佐藤のほか、橋本綱常、難波一も直接指導を受けた。

## 生涯
北ドイツ、バルト海に面したリューゲン島ベルゲン (Bergen auf Rügen) に生まれる。グライフスヴァルト大学 、ゲッティンゲン大学に学び、1851年にベルリン大学（シャリテー）でベルンハルト・フォン・ランゲンベック (Bernhard von Langenbeck) の助手となる。1860年にチューリッヒ大学医学部外科教授。1867年ウィーン大学医学部外科教授。
1881年1月29日、胃癌に罹った43歳の女性の手術を執刀。癌の進行が早く、リンパ節への転移があったために、女性は手術後4か月後に死亡したが、その間、経口摂取できるまでの回復をみせた。このときの残胃と十二指腸の吻合法を改良したものが、現在「ビルロートI法」として知られる術法である。さらに、十二指腸の断端は閉鎖して、残胃と空腸を吻合する「ビルロートII法」も案出した。ビルロートの成功後、ヨーロッパ各地で胃切除手術が行われるようになり、これらの術法は、いずれも現在広く応用されている。
1894年2月、静養先のアドリア海岸・フィウメ南西のアバツィア（Abbazia, 現：クロアチア・オパティヤ）で客死。

## ブラームスとの親交
ビルロートは幼いころからピアノとヴァイオリン、ヴィオラをたしなみ、外科教授として多忙な生活のかたわら、音楽会に出席したり、同好の士と室内楽を楽しんだりしていた。現存していないが、音楽評論や室内楽曲・歌曲の作曲もしている。
チューリヒ時代の1865年、当地で演奏会を開いたブラームスを、ビルロートは翌日自宅に招く。これが、ブラームスとの終生にわたる交友の始まりとなった。ブラームスは、作品ができるとビルロートに批評を乞い、二人で試演したりした。ブラームスの交響曲第2番について、「（この曲が作曲された）ペルチャッハ（Pörtschach）とは、なんと美しいところだろう」と述べたビルロートの言葉が残っている。また、1873年に完成した弦楽四重奏曲第1番、第2番は、もともとヨーゼフ・ヨアヒムに捧げられる予定だったが、このころ一時ヨアヒムとの関係が悪化したこともあって、いずれもビルロートに捧げられている。
1878年には、ビルロートはブラームスとともにイタリア旅行をした。以後二人は1882年までに3回、イタリアに旅行した。外国語に堪能なビルロートは、もっぱら案内役を務めたといわれる。
1887年にビルロートは肺炎のため一時重体に陥り、ブラームスに遺言めいた謝辞を贈るほどであった。なんとか回復したものの、心不全が残って体調はすぐれなくなり、このころからブラームスとの関係も冷え始めたようである。
1893年末、ビルロートはアバツィアで静養中、民謡についての研究にとりくんでいるときに、ブラームスに手紙で参考意見を求めた。ビルロートの素人考えを皮肉ったブラームスからの返事が届いたのは、ビルロートが亡くなる20日前のことだった。ブラームスはビルロート夫人の怒りを買い、1894年2月10日にウィーンで行われたビルロートの葬儀に出席を許されなかった。ブラームスは、街頭に立って葬列を見送ったという。
これには後日談がある。ブラームスには心残りがあったらしく、しばらくしてビルロート夫人に、ビルロートの歌曲の出版をすすめた。夫人は曲に手を加えないことを条件にこれを認めた。しかし、ブラームスはいかなる理由からか（ブラームスは自作であれ他作であれ、作曲に対して非常に厳しかった）、楽譜に手を入れてしまい、再び夫人の怒りを買って、すべての原稿を取り上げられた。こうして、ビルロートの作品は世に出ないまま失われた。
ビルロートの死から2年後、バート・イシュルでの避暑中、ブラームスは近くに滞在していたビルロート夫人を訪ねた。夫人もこれを受け、ブラームスはその孫と遊んだりして過ごした。しかし、このときブラームスはすでに死病の肝臓癌の症状が出ており、翌1897年4月に没した。